# Orthostolus guttatus
Orthostolus guttatus är en skalbaggsart som först beskrevs av Sharp 1881.  Orthostolus guttatus ingår i släktet Orthostolus och familjen glansbaggar. Inga underarter finns listade i Catalogue of Life.